# Coturnicops
Coturnicops es un género de aves gruiformes de la familia Rallidae, propias del Paleártico oriental y América.

## Especies
Se conocen tres especies de Coturnicops:
- Coturnicops exquisitus - Siberia, Manchuria.
- Coturnicops noveboracensis - Canadá, Estados Unidos, México.
- Coturnicops notatus - Sudamérica